# New York World
New York World var en amerikansk tidning, utgiven i New York 1860-1931.
Tidningen grundades som en religiös dagstidning, fick snart namnet The World och ett stort uppsving sedan den 1883 övertagits av Joseph Pulitzer. New York World företrädde politiskt det Demokratiska partiet, vars ledande organ den var fram till 1931, då den av Pulitzers söner såldes till Scripps-Howardkoncernen, som sammanslog den med sitt huvudblad Evening Telegram, grundad 1867 av James Gordon Bennett den yngre under namnet The World Telegram som en oberoende kvällstidning.